# Olympische Sommerspiele 1948/Leichtathletik – 4 × 400 m (Männer)

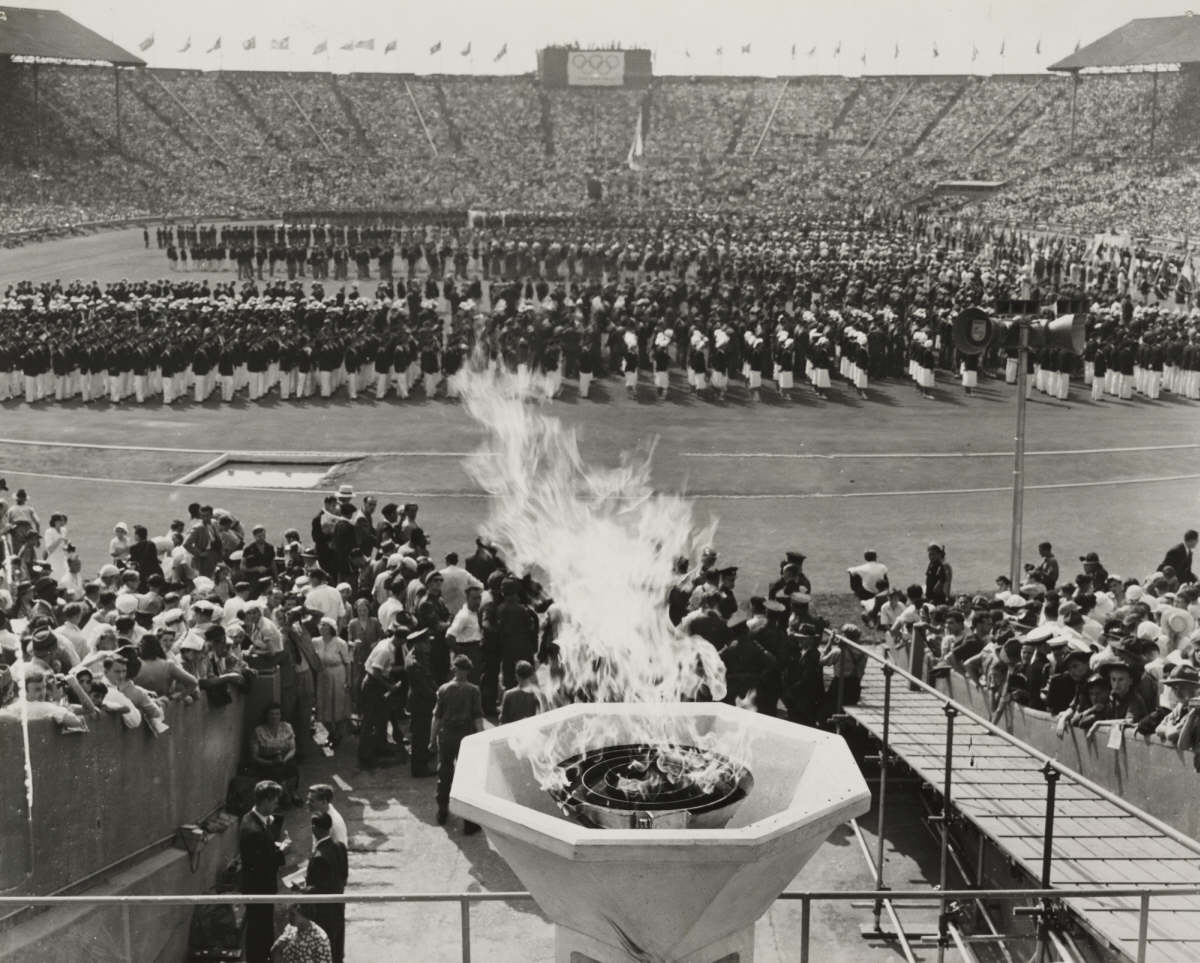
Eröffnungsfeier bei den Olympischen Spielen in London

Die 4-mal-400-Meter-Staffel der Männer bei den Olympischen Spielen 1948 in London wurde am 6. und 7. August 1948 im Wembley-Stadion ausgetragen. In fünfzehn Staffeln nahmen sechzig Athleten nahmen teil.
Die US-amerikanische Staffel gewann die Goldmedaille in der Besetzung Arthur Harnden, Cliff Bourland, Roy Cochran und Mal Whitfield.

Silber ging an Frankreich (Jean Kerebel, Francis Schewetta, Robert Chef d’Hôtel, Jacques Lunis).

Bronze errang die Mannschaft aus Schweden mit Kurt Lundquist, Lars-Erik Wolfbrandt, Folke Alnevik und Rune Larsson.

## Bestehende Rekorde
| Weltrekord         | 3:08,2 min | USA (Ivan Fuqua, Edgar Ablowich Karl Warner, Bill Carr) | Finale OS Los Angeles. USA | 7. August 1932 |
| Olympischer Rekord | 3:08,2 min | USA (Ivan Fuqua, Edgar Ablowich Karl Warner, Bill Carr) | Finale OS Los Angeles. USA | 7. August 1932 |

Der bestehende Olympia- und Weltrekord wurde bei diesen Spielen nicht erreicht. Die siegreiche US-Staffel verfehlte den Rekord im schnellsten Rennen, dem Finale, um 2,2 Sekunden.

## Durchführung des Wettbewerbs
Am 6. August fanden drei Vorläufe statt. Die jeweils zwei besten Staffeln – hellblau unterlegt – qualifizierten sich für das Finale am 7. August.

## Vorläufe
6. August 1948, 17:30 Uhr

### Vorlauf 1
| Platz | Staffel        | Besetzung                                                  | Zeit       |
| ----- | -------------- | ---------------------------------------------------------- | ---------- |
| 1     | USA            | Roy Cochran Cliff Bourland Arthur Harnden Mal Whitfield    | 3:12,6 min |
| 2     | Italien        | Gianni Rocca Ottavio Missoni Luigi Paterlini Antonio Siddi | 3:14,0 min |
| 3     | Großbritannien | Leslie Lewis Derek Pugh Martin Pike Bill Roberts           | 3:14,2 min |
| 4     | Schweiz        | Oskar Hardmeier Walter Keller Max Trepp Karl Volkmer       | 3:23,0 min |
| DSQ   | Irland         | Charles Denroche Reggie Myles Paul Dolan Jimmy Reardon     |            |

### Vorlauf 2
| Platz | Staffel    | Besetzung                                                        | Zeit       |
| ----- | ---------- | ---------------------------------------------------------------- | ---------- |
| 1     | Jamaika    | George Rhoden Leslie Laing Arthur Wint Herb McKenley             | 3:14,0 min |
| 2     | Frankreich | Jean Kerebel Francis Schewetta Robert Chef d’Hôtel Jacques Lunis | 3:17,0 min |
| 3     | Kanada     | Ernie McCullough Bill LaRochelle Don McFarlane Bob McFarlane     | 3:19,0 min |
| 4     | Chile      | Carlos Silva Jaime Itlmann Sergio Guzmán Gustavo Ehlers          | 3:23,8 min |
| 5     | Türkei     | Seydi Dinçtürk Rıza Maksut İşman Doğan Acarbay Kemal Horulu      | 3:35,0 min |

### Vorlauf 3
| Platz | Staffel      | Besetzung                                                                      | Zeit       |
| ----- | ------------ | ------------------------------------------------------------------------------ | ---------- |
| 1     | Finnland     | Tauno Suvanto Olavi Talja Runar Holmberg Bertel Storskrubb                     | 3:20,6 min |
| 2     | Schweden     | Kurt Lundquist Lars-Erik Wolfbrandt Folke Alnevik Rune Larsson                 | 3:21,0 min |
| 3     | Argentinien  | Antonio Pocoví Hermelindo Alberti Guillermo Evans Guillermo Avalos             | 3:21,2 min |
| 4     | Jugoslawien  | Jerko Bulić Marko Račič Aleksandar Ćosić Zvonko Sabolović                      | 3:25,4 min |
| 5     | Griechenland | Vasilios Mavroidis Lazaros Petropoulakis Stefanos Petrakis Stylianos Stratakos | 3:33,0 min |

## Finale
7. August 1948, 16:50 Uhr
| Platz | Staffel    | Besetzung                                                        | Zeit       |
| ----- | ---------- | ---------------------------------------------------------------- | ---------- |
| 1     | USA        | Roy Cochran Cliff Bourland Arthur Harnden Mal Whitfield          | 3:10,4 min |
| 2     | Frankreich | Jean Kerebel Francis Schewetta Robert Chef d’Hôtel Jacques Lunis | 3:14,8 min |
| 3     | Schweden   | Kurt Lundquist Lars-Erik Wolfbrandt Folke Alnevik Rune Larsson   | 3:16,0 min |
| 4     | Finnland   | Tauno Suvanto Olavi Talja Runar Holmberg Bertel Storskrubb       | 3:24,8 min |
| DNF   | Jamaika    | George Rhoden Leslie Laing Arthur Wint Herb McKenley             |            |
| DNF   | Italien    | Gianni Rocca Ottavio Missoni Luigi Paterlini Antonio Siddi       |            |

Im Finale wurde ein Duell zwischen den Staffeln Jamaikas und der USA erwartet. Tatsächlich lagen die US-Amerikaner beim zweiten Wechsel mit mehr als zehn Metern Vorsprung vor Jamaika, das mit dem 400-Meter-Sieger Arthur Wint und dem Weltrekordhalter Herb McKenley angetreten war. Wint war der dritte Läufer, der sich bei dem Versuch, den Rückstand wettzumachen, eine Verletzung zuzog und aufgeben musste. Schließlich siegte die US-Staffel mit über vier Sekunden Vorsprung auf Frankreich. Schweden gewann die Bronzemedaille.
Für die US-Staffel war es die fünfte Goldmedaille im siebten olympischen Staffelfinale.